# Leonor Andrade

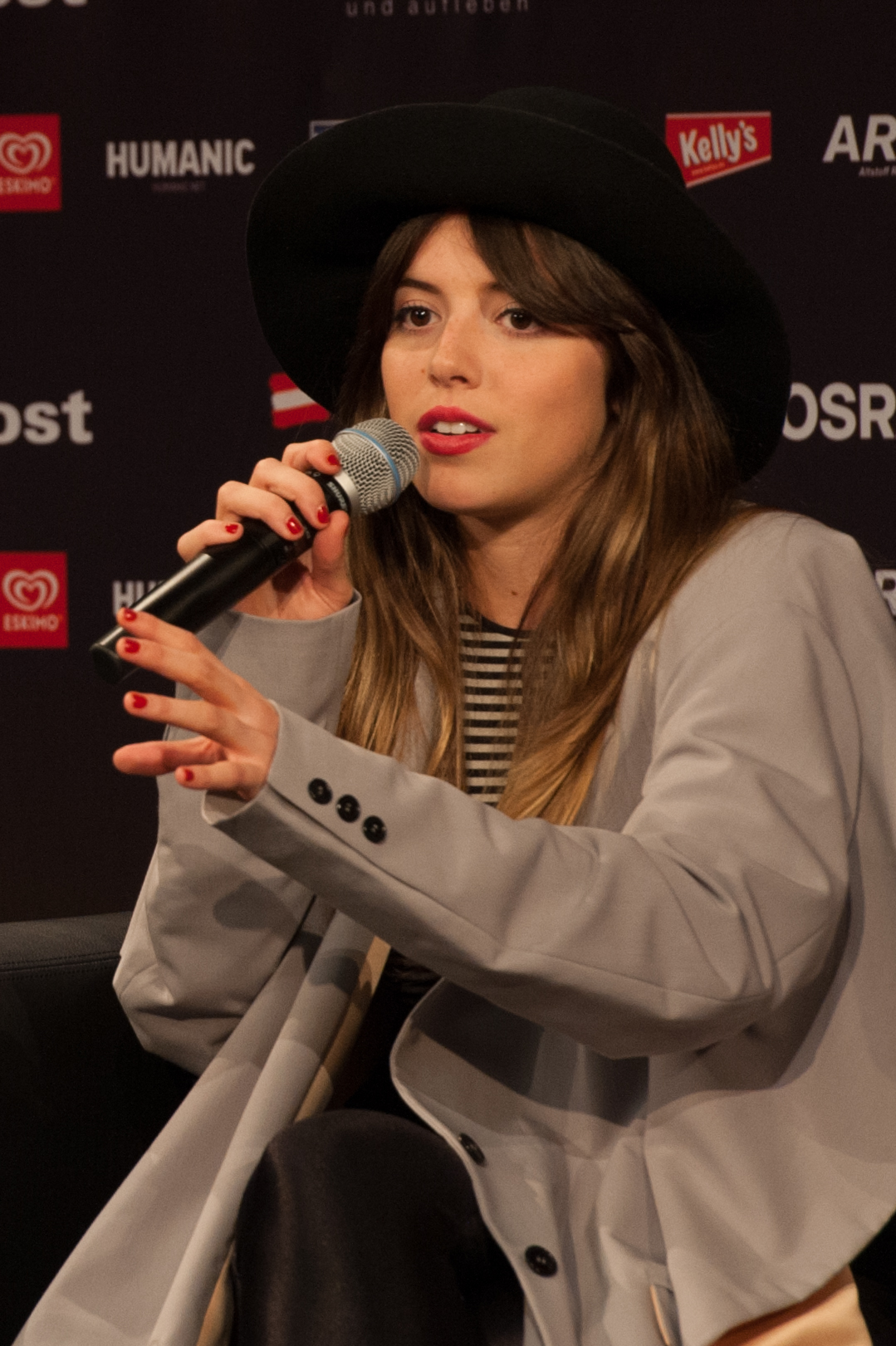
Leonor Andrade (2015)

Leonor Andrade (ur. 13 września 1994 roku w Barreiro) – portugalska piosenkarka i aktorka, reprezentantka kraju w 60. Konkursie Piosenki Eurowizji (2015).

## Życiorys

### Wczesne lata
Muzyką zaczęła zajmować się w wieku 4 lat od gry na fortepianie. Później wraz z bratem i dwojgiem znajomych tworzyła zespół rockowy Mariacaffe, którego była wokalistką.

### Kariera
W 2014 roku wzięła udział w drugiej edycji programu The Voice Portugal, portugalskiej wersji The Voice, gdzie weszła w skład drużyny Anselmo Ralpha. Odpadła w półfinale, przegrywając z Rui Drumondem, późniejszym zwycięzcą programu. W tym samym roku znalazła się w obsadzie telenoweli „Água de Mar” w roli Joany.
W marcu 2015 wygrała portugalskie selekcje eurowizyjne z utworem „Há um mar que nos separa” i została reprezentantką kraju w Konkursie Piosenki Eurowizji 2015. Niedługo później stworzyła jeszcze cztery wersje eurowizyjnej piosenki: hiszpańskojęzyczną („La mar que nos separa”) i angielskojęzyczną („My Own Beat (If There Are Oceans In Between Us)”), akustyczną oraz karaoke. W Wiedniu wystartowała w drugim półfinale konkursu 21 maja i nie zakwalifikowała się do finału, zajmując 14. miejsce z 19 punktami. 13 maja 2016 wydała swoją pierwszą płytę, zatytułowaną Setembro. W 2017 roku zaczęła tworzyć i występować pod pseudonimem Ella Nor.

## Dyskografia

### Albumy studyjne
- Setembro (2016)